# Seth Hoffman
Seth Hoffman é um produtor e escritor norte-americano, mais conhecido por seu trabalho em Prison Break. Ele também trabalhou na série de televisão  FlashForward, House e  The Walking Dead. Ele co-escreveu o roteiro do filme em 2012. Ghost Rider: Spirit of Vengeance com Scott M. Gimple e David S. Goyer.